# Logo du Conseil de l'Europe

Logo du Conseil de l'Europe depuis 2013.

Ancien logo entre 1999 et 2013.

Le logo du Conseil de l'Europe est le symbole graphique qui sert à identifier internationalement le Conseil de l'Europe (CdE).

## Description
Contrairement au drapeau européen et à l'hymne européen, qui sont des symboles européens communs au CdE et à l'Union européenne, le logo est le signe distinctif propre au Conseil dont il s'est doté à l'occasion de son 50e anniversaire, en mai 1999. Le logo représente le drapeau européen sur lequel un e minuscule de couleur blanche est frappé. En dessus et en dessous du drapeau sont inscrits les termes : « COUNCIL OF EUROPE » en anglais et « CONSEIL DE L'EUROPE » en français ; ces deux langues sont les deux langues officielles du CdE et les termes ne peuvent être traduits dans d'autres langues.

## Utilisation
Le logo est utilisé sur l'ensemble des documents de travail actuels du CdE, autant pour leur utilisation en interne que pour ceux communiqués aux institutions partenaires ou au grand public.